# Oncerini
Oncerini is een tribus uit de familie van bladsprietkevers (Scarabaeidae). 

## Taxonomie
De volgende geslachten en soorten zijn bij de tribus ingedeeld:
- Geslacht Oncerus LeConte, 1856[2]
  - Oncerus floralis LeConte, 1856[2]
- Geslacht Nefoncerus Saylor, 1938[3]
  - Nefoncerus convergens (Horn, 1894)[3]
    - = Oncerus convergens Horn, 1894[4]